# 甜梅號
甜梅號（Sugar Plum Ferry）為一支台灣的後搖滾樂團。於2014年更名為微光群島（Shimmering Islands）。2015年8月25日在臉書粉絲團上宣布樂團解散。

## 樂團成員

### 現任
- 昆蟲白：本名黃建勳，1976年生，吉他、電腦MIDI。亦為「錫盤街」的貝斯手，「絲襪小姐」、「吉朗 (Guirum)」的吉他手。
- 蘇啟文：1977年生，吉他、鍵盤。於2009年11月正式加入甜梅號。前「阿飛西雅」樂團吉他手。
- 郭培榮：Bass手。
- 吳孟諺：1981年生，鼓和電腦MIDI。於2005年8月正式加入甜梅號，被稱為「有感情的鼓機」。亦擔任「清晨五點」的主唱、吉他、鍵盤；「法蘭黛樂團」的鼓手；曾任「熊寶貝」和「絲襪小姐」的鼓手。
- 林昀駿：鍵盤手。

### 已離團
- 佑子：鼓手。本名林佑青，離團後組成「追麻雀」，擔任主唱和吉他手。追麻雀後又以包子虎名義進行個人活動，並在 2007 年起加入Green!Eyes擔任鼓手。
- 小強：鼓手。本名周家強，亦為「666」樂團鼓手。
- 葉子：本名李柏曄，1976年生，貝斯手。生性害羞，表演時總是背對觀眾。亦為「VeraQueen」貝斯手。

## 簡介

### 樂團簡史
1996年的暑假，昆蟲白在水晶唱片門市當工讀生，認識了來買唱片的葉子；兩人不約而同一起進入世新大學。1997年，基於同樣對國外獨立搖滾的喜愛，昆蟲白加入鄭鏗彰、葉子、佑子所組的樂團。1998年3月，甜梅號團員確定為昆蟲白、葉子和佑子。團名「甜梅號」來自約翰·藍儂（John Lennon）於錄音時，算拍子唸了「Sugar Plum Fairy」三次，而「Sugar Plum Fairy」就是柴可夫斯基《胡桃鉗》裡的角色甜梅仙子（Sugar Plum Fairy）。瓢蟲樂團的鼓手把仙子（fairy）聽成船（ferry），由於當時電影《鐵達尼號》當紅，所以就把他們叫成「甜梅號」，團名也就從本來的「Sugar Plum Fairy」變成現在的「Sugar Plum Ferry」。樂團成立之後，即參加了許多大小合輯的錄製。1999年擔任美國樂團Seam和Macha的暖場樂團。
2001年，甜梅號在水晶唱片發行了第一張專輯《是不是少了什麼》，受到許多樂評人和樂迷的推崇和喜愛。但是此時樂團內部出現了問題，佑子在專輯錄製過程中萌生退意，於隔年離團。雖然佑子的退出，再加上音樂上遇到瓶頸，樂團活動漸漸減少，但是在這段期間甜梅號仍有活動。2003年首度於中國（上海）的表演即由666樂團的鼓手小強入替而成行。
2005年昆蟲白退伍後，鼓手吳孟諺加入，復出後的第一場表演即擔任冰島樂隊Mum的暖場樂團。2006年昆蟲白擔綱製作周美玲（Zero Chou）導演的《刺青》（Spider Lilies）電影配樂與主題曲「小茉莉」（作詞：林書宇 / 周美玲，作曲：昆蟲白），2007年入圍第44屆金馬獎「最佳原創電影歌曲」。孟諺的加入讓甜梅號突破了音樂瓶頸，由於他的音樂專業知識豐富，使得2007年底發行第二張專輯《謝謝你提醒我》有所突破，專輯一推出，就獲得後搖滾專門網站The Silent Ballet評選為「當週推薦樂團」（Band of the Week）。樂團同時展開名為「新流浪運動」的巡迴表演，地點包括台北、新竹、台中、台南、高雄。
2008年，甜梅號成軍十週年，10至11月在台北、台中、台南舉辦了三場十週年紀念巡迴表演，巡迴名稱「是不是該謝謝你提醒我少了什麼」即來自於前兩張專輯名稱的結合，並於現場贈送入場觀眾一張限量1000張的《是不是該謝謝你提醒我少了什麼：十週年紀念單曲》。
2009年9月，甜梅號與台灣塗鴉藝術家Reach合作，參與由服裝品牌SPORT b.贊助協辦的《The Message Vol. 1》單曲出版計畫。10月3日甜梅號和Boyz & Girl參加誠品音樂十週年紀念活動「一件重要的小事」的演出。10月24日甜梅號和滅火器樂團受邀赴美國紐約參加CMJ音樂節 （页面存档备份，存于）。11月，甜梅號以特別嘉賓的身份，擔任日本樂團Mono首次在中國（上海、北京）演出的暖場樂團，同時也是甜梅號第二次於中國的演出。返台後，阿飛西雅吉他手小蘇正式成為甜梅號第四位團員。
2010年2月，甜梅號第三張專輯《腦海群島》由前衛花園唱片發行。3至6月在台北、台中、高雄舉辦了4場《腦海群島》新專輯發行音樂會，3月14日參加高雄大港開唱，5月22日首度在香港（柴灣）表演。8月中旬在中國北京和上海演出兩場《腦海群島》專輯巡演，8月15日原訂計畫在武漢的第三場巡演，因當日全中國為悼念在舟曲泥石流中的遇難者而取消活動。9月26日，甜梅號與橙草、絲襪小姐在誠品書店信義店所舉辦的屋頂音樂節表演，這也是吳孟諺赴美國進修前的最後一場表演，並於現場贈送入場觀眾一張收錄兩首早期舊曲的限量紀念單曲《送給終有一天消失的：2010屋頂音樂節紀念單曲》。
2011年3月10日，甜梅號參加加拿大多倫多CMW音樂節 （页面存档备份，存于），演出之後不久，吳孟諺便完成學業返台。5月2日，甜梅號參加北京草莓音樂節。
2014年3月4日，甜梅號在Facebook粉絲團發布公告，基於團員對未來發展有許多不同想像，團名「甜梅號」將於此日停止使用，在新的團名尚未正式公布之前，使用「四分之三搖籃曲」 作為暫時團名。
2014年7月30日，正式宣告樂團更名為「微光群島」，英文則是Shimmering Islands。並新增加鍵盤手成員林昀駿，8月31日為首場演出。

### 樂團解散
2015年8月25日，微光群島臉書粉絲團宣布樂團解散，昆蟲白的解散宣言全文如下：
「從1998年甜梅號成團至今，我們已走過17個年頭。在去年（2014）歷經人事變動而改名為微光群島，並以『團員們就像是不同的島嶼，各自擁有不同的聲音、風景和色彩，彼此之間維繫著一種若即若離、自由又緊密的夥伴關係。』的團名由來，為這個轉變賦予新的意義，繼續新的創作和演出，然而一年後，我們仍然在『理念與步調不一致』的情況下，無法繼續共同合作。
每位團員都已盡最大努力，將自己貢獻給這個心目中最偉大而神聖的樂團，雖然感到遺憾，但天下無不散的筵席，當緣分已盡，我們只能祝福各自的將來，能為這世界帶來更多美好的音樂。」

### 音樂和舞台行事風格
甜梅號的音樂在台灣樂團界非常少見，集合了國外獨立搖滾中後搖滾緩飄和長篇樂器演奏的特點，因此開始表演之後受到許多樂迷的注目與喜愛。但是一開始的甜梅號並不是就像現在一樣走長篇演奏的風格，而是與一般的搖滾樂一樣有歌詞，由昆蟲白演唱。後來，昆蟲白覺得無法同時兼顧演唱和吉他演奏，因而樂團慢慢減少人聲部分，直到現在成為完全演奏的樂風。但是在〈偏執狂的論文〉和〈新流浪運動〉兩首曲子裡，還是可以聽見幾分鐘模糊不清的人聲演唱。
甜梅號常被樂迷戲稱為台灣最害羞的樂團，在舞台上，他們沒有什麼太大的肢體動作，吉他手昆蟲白總是低頭專心於吉他演奏；貝斯手葉子總是背對著觀眾，唯一動態的只有鼓手孟諺。甜梅號的表演裡，樂手常常從頭到尾不發一語，舞台上也不見麥克風的蹤跡，因此經常就以音樂開始，演奏結束三人就直接走下舞台，一切嘎然而止。也因為這樣的表演風格，甜梅號讓樂迷更能專心陶醉在他們的音樂演奏裡，感受最大的音樂能量。
下了舞台的甜梅號團員也一樣低調害羞，他們一開始甚至拒絕替樂迷簽名，理由是他們認為自己是平凡人，簽名似乎代表了與樂迷之間的階級之分。但是後來他們也開始改變想法，因為找他們簽名的人已經很少了，如果還拒絕，好像太過故作姿態。

## 音樂作品

### 專輯
| 專輯資訊                                                                 |
| ------------------------------------------------------------------------ |
| 《是不是少了什麼》 - 發行日期：2001年8月25日(臺灣) - 發行公司：水晶唱片  |
| 《謝謝你提醒我》 - 發行日期: 2007年11月30日(臺灣) - 發行公司：小白兔唱片 |
| 《腦海群島》 - 發行日期: 2010年2月13日(臺灣) - 發行公司：前衛花園唱片    |
| 《金光之鄉》 - 發行日期: 2013年12月13日(臺灣) - 發行公司：風和日麗唱片行 |

### 單曲
| 單曲資訊 |
| --- |
| 《是不是該謝謝你提醒我少了什麼：十週年紀念單曲》 - 發行日期: 2008年10月18日(臺灣) - 發行公司：甜梅號 X 有料音樂 |
| 《The Message Vol. 1》 - 發行日期: 2009年9月25日(臺灣) - 發行公司：SPORT b.                                     |
| 《送給終有一天消失的：2010屋頂音樂節紀念單曲》 - 發行日期: 2010年7月24日(臺灣) - 發行公司：誠品書店             |
| 《雲開了之後Through the cloud》 - 發行日期: 2014年10月12日(臺灣) - 發行公司：Dear Musik親愛的音                 |

### 合輯
- 1998《赤聲搖滾 '98 走音》，收錄〈早安Q先生〉、〈蘭姆酒〉，合順興股份有限公司發行。
- 1999《想屌，玩團最屌 Vol.1 - 台灣之最汗團》，收錄〈斑馬線〉、〈蘇羊公園〉，阿帕唱片發行。
- 1999《赤聲搖滾'99》，收錄〈降落在板凳上〉、〈Furby〉，合順興股份有限公司發行。
- 2001《快樂玩band 3》，收錄〈橫臥的麥當勞〉、〈鯰魚〉、〈偏執狂的論文〉、〈I Love Courtney Hate〉、〈鍬形蟲小夜曲〉，水晶唱片。
- 2001《崩代紀事 貳》收錄〈一個人的水道〉，水晶唱片發行。
- 2002《赤聲搖滾5》收錄〈鐵金剛 〉(with 瓢蟲樂團，地下社會Live版)，新力音樂發行。
- 2007《電影=.紀念日》收錄〈河畔建築鼓噪(試聽版)〉，小白兔唱片發行。
- 2008《「花吃了那女孩」電影原聲帶》〈No More Soundtrack〉，亞神音樂發行。

## 團員參與其他作品

### 昆蟲白
- 錫盤街
  - 2004《進入另一個隧道》，七吋黑膠唱片發行。
  - 2009《Needing Dimensions》，七吋黑膠唱片發行。

- 昆蟲白 / 陳建騏 / 張見宇
  - 2007《刺青 / 電影音樂概念專輯》，喜瑪拉雅唱片發行。

- 絲襪小姐
  - 2007《去旅行--現場紀念手作專輯》，村山小學發行。
  - 2009《下雨的墾丁》單曲，注意音樂發行。
  - 2009《去旅行》單曲，注意音樂發行。
  - 2010《就等故事都經過》專輯，注意音樂發行。

## 相關網站
- 甜梅號Facebook
- 甜梅號BLOG
- 甜梅號MYSPACE （页面存档备份，存于）
- 甜梅號@滾石可樂 （页面存档备份，存于）
- 吉他手昆蟲白BLOG
- 陳樂融專訪甜梅號
- 甜梅號：我們不是成名的樂團
- 微光群島Facebook